# Museu Arqueológico do Rio Grande do Sul

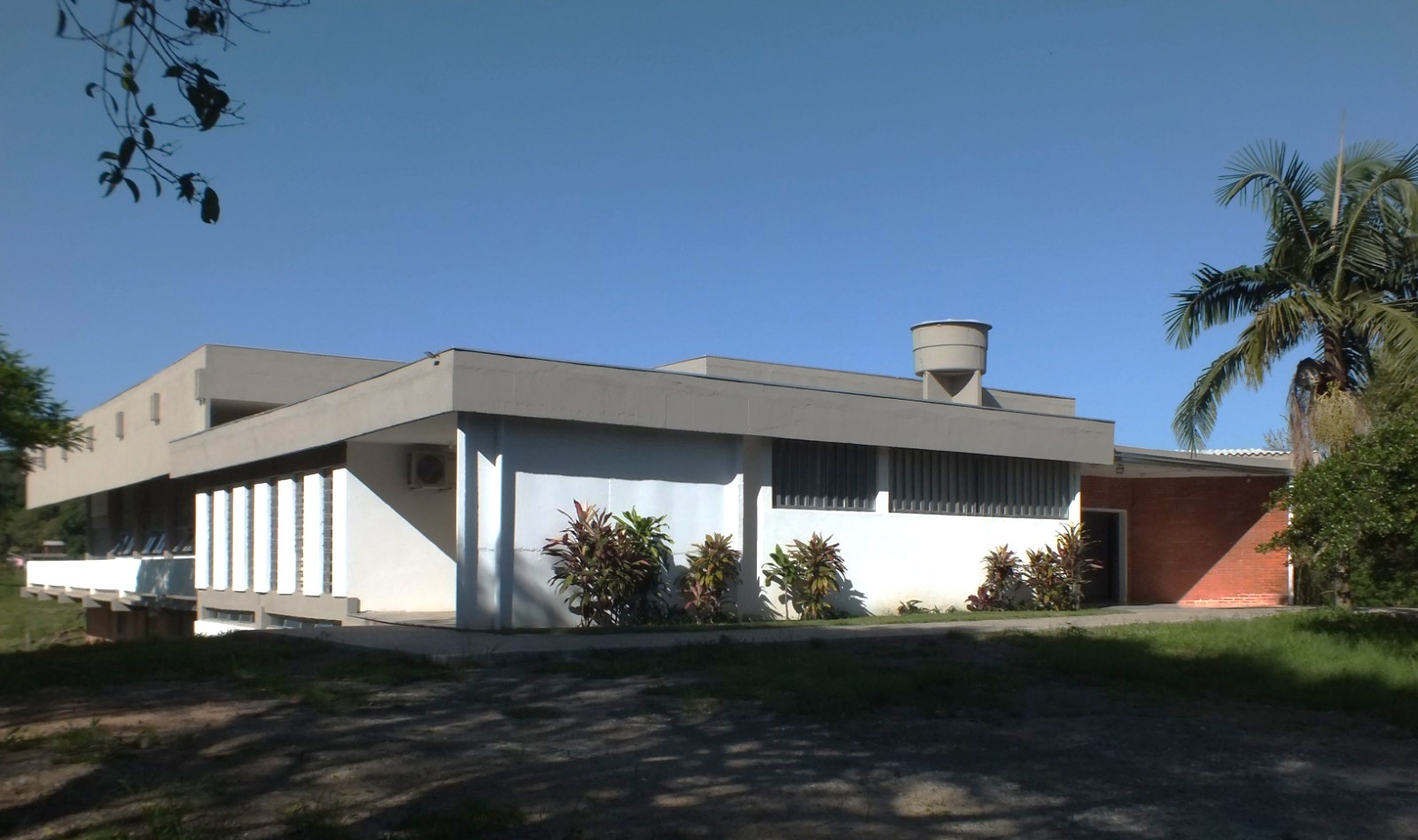
Fotografia do prédio da reserva técnica do Marsul (2024).

O Museu Arqueológico do Rio Grande do Sul (Marsul) é um museu brasileiro, localizado na cidade de Taquara, no Rio Grande do Sul, dedicado à arqueologia.

## Histórico
Seu idealizador foi o professor do ensino básico Eurico Miller, que realizava pesquisas arqueológicas desde a década de 1950. 
Para poder participar do Programa Nacional de Pesquisa Arqueológicas (PRONAPA), ele necessitava estar ligado a uma instituição. Assim, em acordo com o governo do estado do Rio Grande do Sul, Miller doou seu acervo arqueológico resultante de pesquisas anteriores em troca da criação de uma instituição voltada à arqueologia.
O Marsul foi fundado oficialmente no dia 12 de agosto de 1966. A partir de 2022, o museu conta com três arqueólogos em seu quadro de servidores permanentes, além de estagiários. 
A partir de 2024, o museu atende pesquisadores (sob agendamento) e está aberto para o público em geral.

## Sede
Inicialmente, o Marsul teve como sede a própria residência de Miller. Somente em 1977, o Marsul inaugurou sua sede própria, construído em um terreno doado pela prefeitura de Taquara.
A deterioração da sede levou ao seu fechamento em 2010, por recomendação do Instituto do Patrimônio Histórico e Artístico Nacional (Iphan).
A sede do museu foi reformada entre 2022 e 2024, a um custo total de R$ 1,5 milhão, recursos provenientes do programa Avançar na Cultura. As obras de requalificação incluíram a revitalização das estruturas prediais, instalações elétricas e hidrossanitárias, e ainda, a aquisição de bens e materiais para a instituição.

## Acervo
O acervo do Marsul é composto por uma variedade de artefatos e materiais arqueológicos provenientes de pesquisas em sítios pré-coloniais, com datações de até 12 mil anos atrás, abrangendo artefatos de grupos caçadores-coletores, pescadores-coletores do litoral, horticultores e também de sítios do período colonial. Além disso, o museu abriga vestígios materiais das ocupações do período colonial, oriundos de pesquisas como o Projeto Arqueológico de Santo Antônio da Patrulha (Pasap).
O acervo inclui uma variedade de materiais, tais como vasilhas cerâmicas da Tradição Guarani, evidências de ocupações lusitanas na região, entre outros artefatos que fornecem insights valiosos sobre a história e a evolução das populações pré-coloniais e coloniais na região do Rio Grande do Sul.
Atualmente, o acervo do museu é formado por:
- Material arqueológico proveniente dos estados do Rio Grande do Sul, Santa Catarina, Mato Grosso, Rondônia e Amazonas;
- Artefatos provenientes do Museu Júlio de Castilhos, de Porto Alegre;
- Coleção de fragmentos cerâmicos da ilha de Marajó e de Santarém, doados pelo Museu Paraense Emílio Goeldi;
- Coleções de material arqueológico do Peru e do México;
- Artefatos dos índios Nhambikuara, do Mato Grosso;
- Material arqueológico das Missões jesuíticas e da Museu Comunitário Casa Schmitt-Presser, de Novo Hamburgo.

O acervo ainda está sendo catalogado e organizado.

## Musealização
As perspectivas museológicas do Marsul incluem a preservação e divulgação do patrimônio cultural e histórico, permitindo que os objetos e as informações sejam apresentados de forma significativa e acessível ao público. A musealização desempenha um papel importante na construção de narrativas e na transmissão de conhecimento sobre a história, a cultura e a sociedade. As exposições são uma forma de musealização que permite que os museus mostrem ao público o resultado de todo o trabalho que ocorre em seu interior. Elas são uma maneira de conectar as coisas criadas pela natureza e pelo homem e de interpretar essas coisas para o público. Em outras palavras, as exposições são uma forma de musealização que permite que os museus compartilhem com o público o conhecimento e a história que eles preservam.